# Kanton Clermont-Ferrand-Sud
Kanton Clermont-Ferrand-Sud (fr. Canton de Clermont-Ferrand-Sud) je francouzský kanton v departementu Puy-de-Dôme v regionu Auvergne. Tvoří ho pouze jižní část města Clermont-Ferrand.